# Vaigu
Vaigu is een plaats in de Estlandse gemeente Saaremaa, provincie Saaremaa. De plaats telde  nog maar één inwoner in 2011. Volgens de cijfers van 2021 was het inwonertal ‘< 4’.
Tot in oktober 2017 lag de plaats in de gemeente Kihelkonna. In die maand ging Kihelkonna op in de fusiegemeente Saaremaa.
Vaigu ligt aan de oostkant van het schiereiland Tagamõisa, dat deel uitmaakt van het eiland Saaremaa.

## Geschiedenis
Vaigu werd voor het eerst genoemd in 1692 onder de naam Waigko Jahni T. Risti Hundo Randast, een boerderij op het landgoed van Tagamõisa. In 1826 was ze een nederzetting onder de naam Waigo. In de 20e eeuw hoorde Vaigu bij het buurdorp Rannaküla. In 1977 werd Rannaküla bij Veere gevoegd. In 1997 werden Rannaküla en Vaigu aparte dorpen.